# José Manteca
José Manteca, dit Pepe Manteca, est un astronome espagnol.

## Biographie
Il travaille à l'observatoire de Begues près de Barcelone en Catalogne.
Le Centre des planètes mineures le crédite de la découverte de treize astéroïdes, effectuée entre 2000 et 2005, dont une avec la collaboration de J. Muñoz.
L'astéroïde (542926) Manteca a été nommé en son honneur.
| (68325) Begues           | 23 avril 2001    |
| (72037) Castelldefels    | 10 décembre 2000 |
| (95962) Copito           | 19 novembre 2003 |
| (99193) Obsfabra         | 14 avril 2001    |
| (134124) Subirachs       | 2 janvier 2005   |
| (159865) Silvialonso     | 12 août 2004     |
| (198592) Antbernal       | 3 janvier 2005   |
| (209540) Siurana         | 23 octobre 2004  |
| (223685) Hartopp         | 18 août 2004     |
| (252470) Puigmarti       | 24 octobre 2001  |
| (284029) Esplugafrancoli | 10 décembre 2004 |
| (357599) 2005 AA         | 2 janvier 2005   |